# Anna Hanowerska (księżna Oranii)
Anna Hanowerska (2 listopada 1709 w Hanowerze, 12 stycznia 1759 w Hadze) – księżniczka królewska, księżna Oranii-Nassau.

## Życiorys
Była drugim dzieckiem i najstarszą córką Jerzego II Hanowerskiego, króla Anglii, i jego żony – Karoliny z Ansbachu. Urodziła się w elektorskim pałacu w Herrenhausen, w Hanowerze – pięć lat, przed tym, gdy jej dziadek (Jerzy Ludwik, elektor Hanoweru) został królem Anglii jako Jerzy I. Anna została księżną Brunszwiku i Lüneburga. Jej dziadek został królem Anglii w 1714, a w 1727 tron odziedziczył ojciec Anny.
30 sierpnia 1727 Jerzy II nadał Annie jako swojej najstarszej córce, tytuł Princess Royal. W 1642 ówczesny król Karol I Stuart nadał ten tytuł swojej najstarszej córce – Marii Stuart, późniejszej księżnej Oranii (matce Wilhelma III Orańskiego). Potem tytułu przestano używać aż do panowania Jerzego II.

## Małżeństwo
25 marca 1734 Anna poślubiła Wilhelma IV Orańskiego, księcia Oranii, pierwszego dziedzicznego stadhoudera Niderlandów. Anna zrzekła się wszelkich tytułów angielskich, w zamian zaczęła używać tytułów swojego męża. Anna i Wilhelm IV mieli pięcioro dzieci:
1. córki martwo urodzone  (1736, 1739),
2. księżniczkę Karolinę Oranje-Nassau (1743–1787), żonę Karola Chrystiana, księcia Nassau-Weilburga,
3. księżniczkę Annę Oranje-Nassau (1746),
4. Wilhelma V, księcia Oranii (1748–1806).

## RegentkaFryzji
Jej mąż zmarł w 1751, Anna została regentką w imieniu 3-letniego syna – Wilhelma V. Początkowo była dobrą przywódczynią, potrafiła bowiem szybko podejmować decyzje. Potem stała się despotyczna i nieprzewidywalna. Regentką pozostała aż do swojej śmierci w 1759 w Hadze, w Niderlandach. Następną regentką została jej teściowa – Maria Ludwika z Hesji-Kassel, a po śmierci Marii Ludwiki – siostra Wilhelma V – Karolina. W 1766 Wilhelm V skończył 18 lat i urząd regentki stał się niepotrzebny.